# Залужжя (Дубенський район)
Залу́жжя — село в Україні, у Семидубській сільській громаді Дубенського району Рівненської області. Населення становить 209 осіб.

## Історія
У 1906 році село Судобицької волості Дубенського повіту Волинської губернії. Відстань від повітового міста 14 верст, від волості 13. Дворів 64, мешканців 410.
7 (20) листопада 1917 року, відповідно до Третього Універсалу Української Центральної Ради, увійшло до складу Української Народної Республіки.
12 червня 2020 року, відповідно до розпорядження Кабінету Міністрів України № 722-р від «Про визначення адміністративних центрів та затвердження територій територіальних громад Рівненської області», увійшло до складу Семидубської сільської громади.
19 липня 2020 року, в результаті адміністративно-територіальної реформи та ліквідації  Дубенського (1939—2020) району, село увійшло до складу новоутвореного Дубенського району.

## Про село
На території села є
- магазин
- будинок культури
- фельдшерсько-акушерський пункт

## Духовність
Поблизу села на одному з пагорбів розміщена дерев'яна церква Олександра Невського, яку за часів радянської влади було повністю знищено — із тодішнього колгоспу було направлено кілька нових бульдозерів, однак пагорб виявився досить високим і крутим, тому в одного з бульдозерів заклинило двигун. Інший трактор все ж зміг виїхати на гору і повністю розвалити дерев'яний храм. Однак з послабленням радянської влади на початку 90-х років XX ст. селяни вирішили повністю відбудувати храм. Зусиллями селян за власні кошти розпочалися будівельні роботи. Усю документацію на храм узявся робити тодішній церковний староста Сава Микола Васильович. І уже за рік, у 1991 році, задзвеніли дзвони нової дерев'яної церкви на пагорбі у лісі, який місцеве населення називає Божою Горою.